# Vacquerie-le-Boucq
Vacquerie-le-Boucq é uma comuna francesa na região administrativa de Altos da França, no departamento de Pas-de-Calais. Estende-se por uma área de 3,3 km². Em 2010 a comuna tinha 81 habitantes (densidade: 24,5 hab./km²).